# 36. pr. Kr.
◄ | 2. stoljeće pr. Kr. | 1. stoljeće pr. Kr. | 1. stoljeće | ►
◄ | 60-ih pr. Kr. | 50-ih pr. Kr. | 40-ih pr. Kr. | 30-ih pr. Kr. | 20-ih pr. Kr. | 10-ih pr. Kr. | 0-ih pr. Kr. | ►
◄◄ | ◄ | 39. pr. Kr. | 38. pr. Kr. | 37. pr. Kr. | 36 pr. Kr. | 35. pr. Kr. | 34. pr. Kr. | 33. pr. Kr. | ► | ►►
Astronomija

## Događaji
- Marko Vipsanije Agripa u bitkama kod Mile i Nauloha pobjeđuje Seksta Pompeja, sljedbenika Cezarovih protivnika koji se bio učvrstio na Siciliji i ugrožavao trijumvirsku vladavinu.
- Marko Antonije napao državu Fraata IV. Partskog